# Colonisation des points de Lagrange
La colonisation des points de Lagrange est un thème abordé dans les ouvrages de science-fiction portant sur la colonisation de l'espace. Elle consiste en l'installation d'habitats artificiels permanents situés à un des cinq points d'équilibre gravitationnel qui peuvent exister entre une étoile et une planète ou entre une planète et sa lune. Ces points présentent deux avantages : un objet artificiel qui y serait installé consommerait peu d'énergie pour s'y maintenir et se situerait à un emplacement idéal pour rejoindre les deux objets célestes auxquels il est associé.
Ces points existent à plusieurs endroits du Système solaire mais seule la colonisation des points de Lagrange des systèmes Terre-Lune et Soleil-Terre a fait l'objet d'études spéculatives. Depuis une colonie installée à un de ces points, un véhicule spatial peut atteindre la Lune, la Terre ou un des nombreux objets géocroiseurs au prix d'une dépense d'énergie relativement faible.

## Systèmes

### Terre-Lune

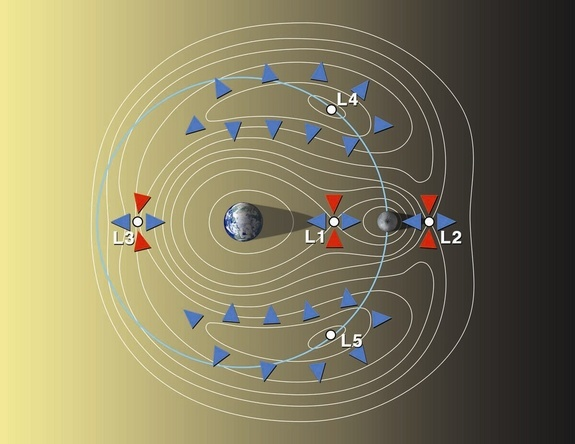
Visualisation des emplacements des points de Lagrange dans le système Terre-Lune.

Les points de Lagrange L1 et L2 présentent certains avantages pour l'exploration lunaire. Ils permettent une communication avec le satellite naturel beaucoup plus efficace que sur Terre et les opérations utilisant des robots télécommandés, tels que le Rover lunaire, bénéficieraient d'un temps de réponse réduit. 
De ce fait, une station spatiale placée au point L1 permettrait d'atteindre la Lune en une journée au maximum. Le point L2, quant à lui, est complètement protégé des interférences provenant de la Terre. Un télescope spatial installé à cet endroit fournirait de meilleures images que ceux existants. Le point L3, parfaitement droit avec L1 et L2, est situé quasiment à l'opposé exact de L1. Ces points requièrent néanmoins une propulsion spatiale importante puisqu'ils ne sont pas parfaitement stables.
Les points L4 et L5, quant à eux, sont des emplacements d'équilibre parfait. Si un objet y étant placé dévie légèrement de sa position, les forces gravitationnelles le ramèneront à son emplacement d'origine. Il demeurerait donc à une distance constante de la Terre, sans besoin de force extérieure pour maintenir son positionnement. Qui plus est, les points désignent une surface, ou un volume d'espace, où il serait possible d'initier une colonisation de l'espace[évasif]. Ces points pourraient, dans le même ordre d'idées, servir de stations de ravitaillement pour des voyages interplanétaires.

### Soleil-Terre

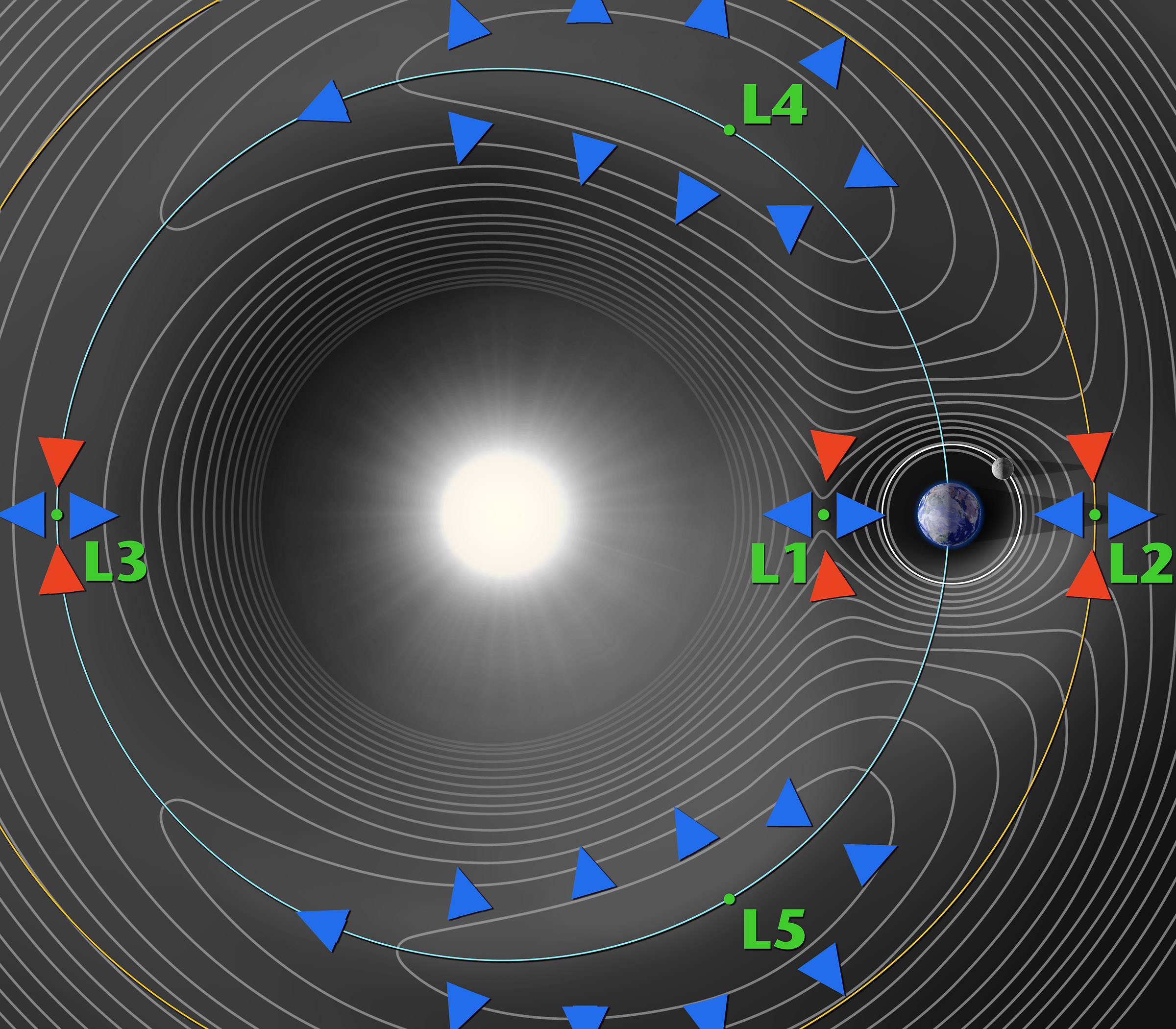
Représentation des points de Lagrange du système Soleil-Terre.

Dans le système Soleil-Terre, le point L1 serait l'emplacement idéal pour une station spatiale captant les vents solaires, puisqu'ils atteignent la Terre seulement une heure après avoir dépassé ce point de Lagrange. De nombreuses missions inhabitées l'ont déjà eu pour destination. L'International Sun-Earth Explorer 3 (ISEE-3) a été le premier objet artificiel placé à ce point, en 1978. L'affectation du satellite ayant changé, son travail est aujourd'hui accompli par les sondes spatiales SoHo et ACE.
Le point L2 a pour sa part été désigné par la NASA comme le site futur d'un large observatoire à rayons infrarouges, le télescope spatial James-Webb. Ce point fournit une condition essentielle pour le télescope : la stabilité de la température apportée par l'alignement de la Terre, du Soleil et de la Lune, garantissant la qualité d'image. Il est de ce fait même juste assez éloigné de la Terre pour que les radiations émises par celle-ci ne troublent pas la calibration de ses instruments. Il doit remplacer le télescope Hubble en 2021. Ce point, ainsi que L1, sont cependant instables du point de vue de la dynamique : un objet y étant placé déviera de sa trajectoire de manière exponentielle, c'est-à-dire en quelques mois. Il convient donc d'utiliser l'une des orbites autour de ceux-ci pour éviter ce problème.
Le point L3, alignés avec les points L2 et L1, est lui aussi instable, tel que dans le système Terre-Lune. Il aurait par ce fait même peu d'utilité, mise à part la possibilité d'y stationner un vaisseau spatial pour y effectuer de l'observation.
Les points L4 et L5 demeurent cependant stables comme leurs équivalents Terre-Lune, contrairement aux points L1 et L2.

## Orbites associées
Le second intérêt lié à la colonisation des points de Lagrange réside dans les orbites créées par la résultante des interactions gravitationnelles des systèmes à trois corps (où les deux premiers corps sont les deux composantes du système et le troisième l'objet en orbite). Certaines d'entre elles présentent l'avantage d'être périodiques et stables, alors que d'autres ne le sont pas. Elles ont toutefois le même point en commun : un vaisseau spatial y étant placé peut parcourir leur orbite sans avoir recours à la propulsion spatiale.

### De Lissajous

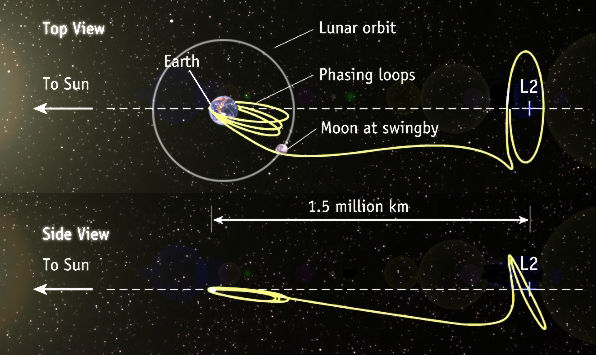
Un exemple d'orbite de Lissajous autour du point du système Soleil-Terre.

Les orbites de Lissajous consistent en des courbes de Lissajous, nommées après le mathématicien du même nom, qui possèdent des composantes dans le plan orbital du système à deux corps ainsi que le plan orthogonal associé. À partir d'une orbite de ce type située autour du point L1 du système Terre-Lune, il est envisageable d'atteindre aisément n'importe quel point d'une bande circulaire située à l'équateur de la Lune. Il serait aussi possible de survoler tout endroit du satellite naturel, excepté les pôles, étant donné la forme en huit de ladite orbite. Une station spatiale y étant placée offrirait donc des déplacements vers la Lune optimaux ainsi que des communications économiques avec une mission d'exploration lunaire. Ces orbites présentent toutefois le désavantage d'être non périodiques.

### En halo

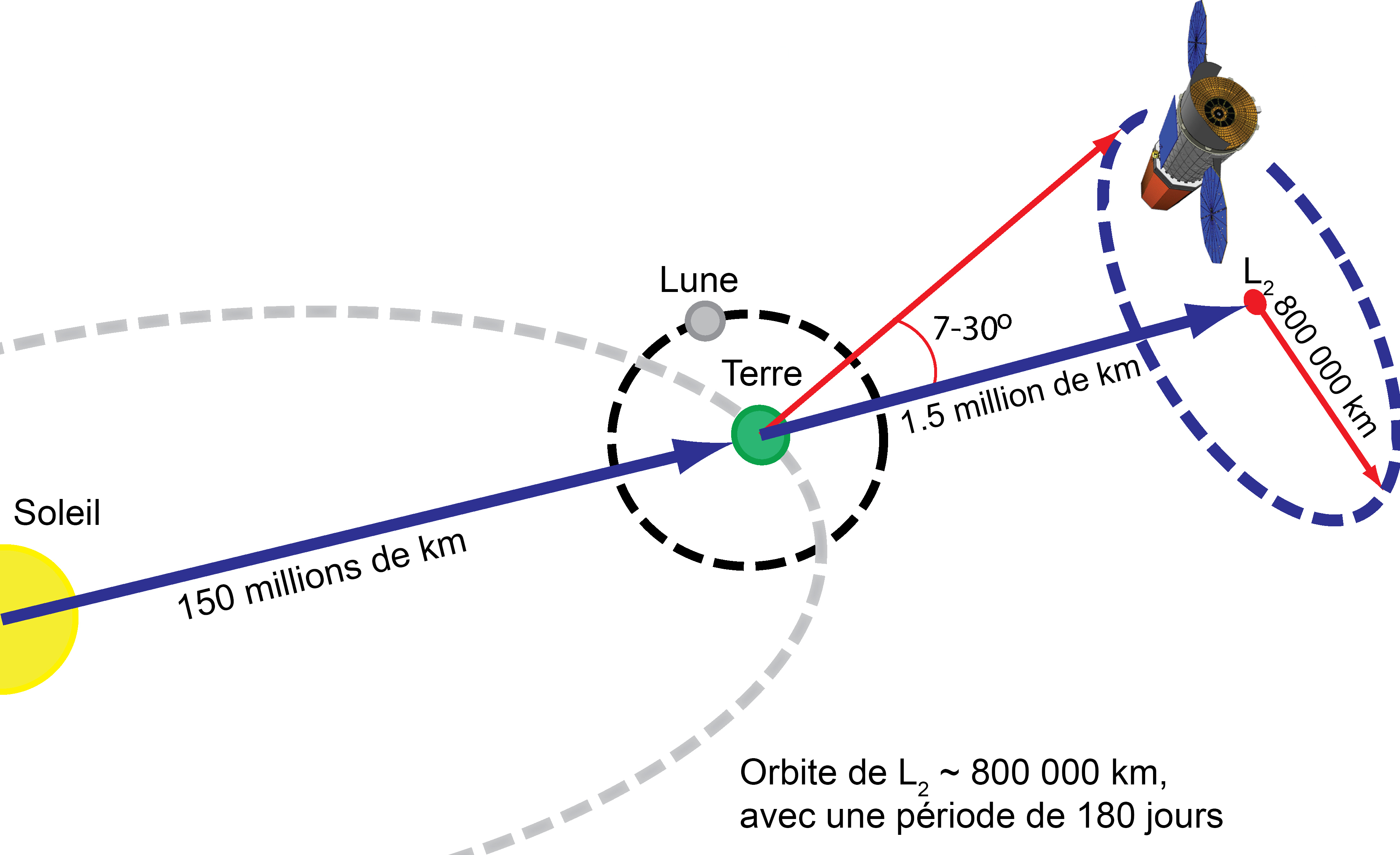
Orbite en halo autour du point du système Soleil-Terre.

Les orbites en halo sont elliptiques et contenues dans le plan orthogonal au plan orbital d'un point de Lagrange. La mission Genesis a utilisé une orbite de ce type de 2001 à 2004 autour du point L1 du système Soleil-Terre. Celle-ci est intéressante en ce que la sonde n'a nécessité qu'une poussée de six mètres par seconde afin d'y entrer et d'y maintenir une vélocité constante, et, par sa forme en ellipse, une très petite dépense énergétique pour la quitter et revenir sur Terre. La NASA a produit une étude en 1971 proposant une station spatiale située au point L2 du système Terre-Lune. L'un des avantages mis à l'avant est l'accessibilité par rapport à la Terre : l'orbite en halo effectuant un cercle autour de la Lune, le satellite naturel n'est jamais un obstacle à la télécommunication entre la station et la Terre. Une autre mission spatiale, SOHO, utilise actuellement ce type d'orbite. Elle est toutefois dite de classe 2, c'est-à-dire qu'elle est dans un sens de révolution contraire à celui vu de la Terre.

### De Lyapunov

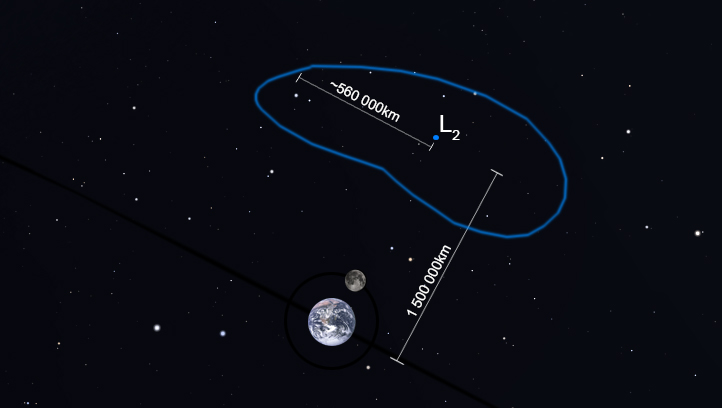
Orbite de Lyapunov approximative autour du point du système Soleil-Terre. La forme et les distances sont indicatives.

Les orbites de Lyapunov sont une série d'orbites en forme de trajectoires courbées, qui se situent complètement dans le plan orbital de deux objets célestes. Elles sont, comme les orbites en halo, périodiques. Une simulation réalisée à l'aide du logiciel Systems Tool Kit (en) a permis de déterminer qu'une mission durant approximativement trois ans et six mois utiliserait environ 3,3 kg de carburant pour maintenir une orbite stable autour du point L2 du système Soleil-Terre. L'objet y étant placé effectuerait cinq révolutions et demie autour du point durant cette période. La complexité mathématique de cette orbite est cependant importante. Une mission d'une aussi courte durée que celle précédemment mentionnée nécessite de nombreuses corrections ainsi que des calculs rigoureux pour éviter que l'objet ne diverge vers l'infini ou tombe dans le puits gravitationnel de la Terre, L2 n'étant pas stable.

## Désavantages

### Impact sur la santé

Structure de la magnétosphère.

L'un des inconvénients spécifique à la colonisation des points de Lagrange découle de l'absence de protection naturelle contre les rayons cosmiques et solaires qui ont des effets néfastes sur la santé de l'homme. La magnétosphère terrestre ne protège en effet que certains points de Lagrange, mais a contrario crée également une zone très radioactive appelée ceinture de Van Allen dans laquelle se trouve le point L2. Il en va de même pour les autres points du système Terre-Lune, qui sont en majorité en dehors de la magnétosphère ou dans une zone de celle-ci offrant une protection insuffisante.
Dans le système Soleil-Terre, tous les points de Lagrange sont situés complètement en dehors du champ magnétique terrestre, sauf le point L2 qui alterne entre la plasmagaine et la magnétoqueue (en).

### Coût financier
Les programmes actuels de colonisation de l'espace sont majoritairement issus de la science-fiction. Cependant, il est possible d'établir à partir des plans projetés de colonisation lunaire la faisabilité de la colonisation des points de Lagrange. 
Deux pays ont montré un intérêt certain pour l'établissement d'une habitation permanente sur le satellite naturel de la Terre dans les dernières années. Il s'agit de la Chine, qui prévoit d'utiliser ses excédents budgétaires ainsi que ses compétences techniques pour « s'approprier » une partie de la Lune d'ici 2030, et de la Russie, qui a établi un plan stratégique prévoyant en 2014 d'envoyer un équipage robotisé sous deux ans et de fonder une colonie en même temps que son allié asiatique. 
La présence de nombreux minerais et éléments chimiques sur la Lune fait d'elle une destination industriell potentielle. De plus, il serait possible, à l'aide de techniques d'extraction, de construire des structures, contrairement aux points de Lagrange qui n'offrent aucune ressource, mise à part les objets géocroiseurs à proximité. Le problème de la protection des rayons cosmiques pourrait être réglé à l'aide d'une base souterraine, alors qu'une station spatiale en orbite nécessiterait de lourds blindages. L'ancien candidat à l'élection présidentielle de 2012 Newt Gingrich avait estimé à 104 milliards de dollars une mission permettant d'envoyer quatre hommes sur la Lune d'ici 2018. Une mission permanente serait de l'ordre du billion de dollars.
Ces coûts peuvent néanmoins être revus à la baisse étant donné que les points de Lagrange ne présentent pas la difficulté de l'alunissage et que certains points du système Terre-Lune sont plus proches que la Lune[réf. souhaitée]. La création d'un habitat spatial permanent représente toutefois l'un des plus grands défis technologique, financier et humain du XXIe siècle.

## Plans actuels

### X Prize
C'est lors d'une conférence en 2006 qu'est présentée la création d'une incitation financière attribuée par le biais d'un concours, tel le X Prize. Celui-ci consiste à établir une habitation permanente à l'un des points de Lagrange selon une liste de critères. La ou les personnes atteignant ce but reçoit alors un prix considérable. Cette technique a, par exemple, permis au premier vol suborbital non gouvernemental de voir le jour en 2004.
Un exemple de projet spéculatif de colonie auto-suffisante, capable d'extraire puis de transformer le régolithe d'astéroïdes à proximité et situé au point L1 du système Terre-Lune, est alors présenté comme référence et point de départ pour d'éventuels participants. Son coût est estimé à 5,315 milliards de dollars américains (USD) de l'époque, ce qui représente un peu plus de 6,241 milliards USD en 2014.

### Bigelow Aerospace

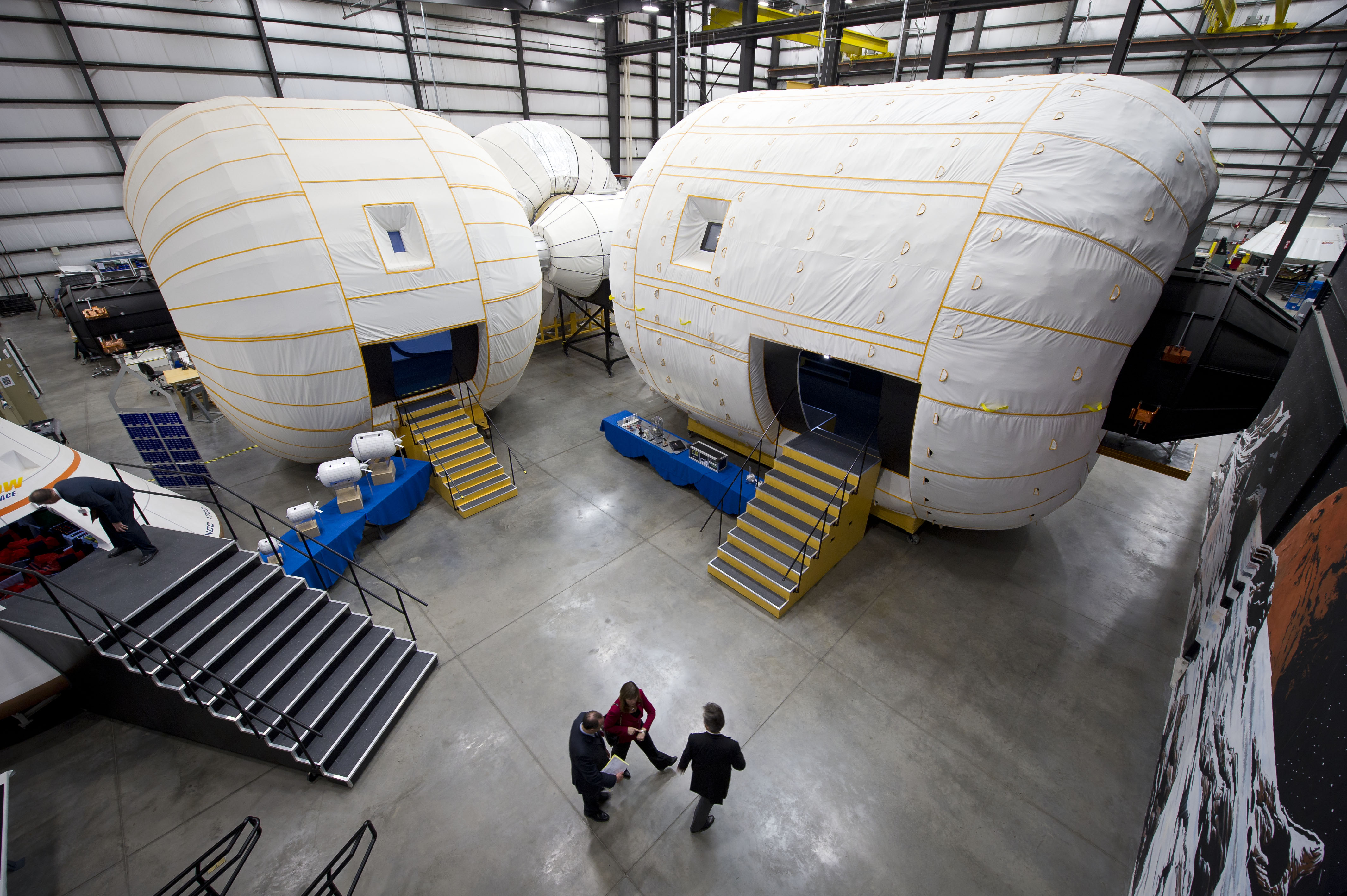
Un exemple du concept de module gonflable de Bigelow Aerospace.

En 2010, la compagnie américaine Bigelow Aerospace annonce son intention d'utiliser le module d'habitat gonflable spatial qu'elle a développé, le B330, pour une éventuelle colonisation du même point de Lagrange mentionné plus haut. Le coût en 2014 d'un billet d'aller-retour à cette installation assorti de la location du tiers (110 mètres cubes d'espace) de celle-ci durant deux mois serait d'environ 51,5 millions USD.
La compagnie de Robert Bigelow figure parmi celles qui « devraient raisonnablement d'ici 2015, avoir ou être sur le point de mettre en place un tourisme spatial orbital substantiel », selon la conférence précédemment citée. Parmi ces compagnies figurent également Virgin Galactic, première entreprise privée à offrir des vols en apesanteur[réf. nécessaire].

## Dans la culture populaire
La colonisation des points de Lagrange est un concept développé dans de nombreuses œuvres de science-fiction. Les œuvres suivantes abordent à des degrés divers la colonisation des points de Lagrange :
- la série de nouvelles Venus Equilateral (en) (1947) écrite par George O. Smith (en) se déroule dans une station spatiale habitée et autonome, située au point L4 du système Soleil-Vénus[31] ;
- le roman A Fall of Moondust (1961) de Arthur C. Clarke relate une manifestation de vie extraterrestre sur la Lune détectée par l'un scientifique résidant dans un satellite au point L2 du système Terre-Lune ;
- dans la trilogie ''Gaïa'' (en), John Varley met en scène un futur (XXIe et XXIIe siècles[32]) où plusieurs colonies terrestres s'installent autour de points de Lagrange[33],[34].

En marge de ce concept, le point L3 du système Soleil-Terre est ainsi l'emplacement d'une Anti-Terre, bien qu'aujourd'hui la mécanique newtonienne en ait démontré l'impossibilité.